# Forst Sankt Zeno
Der Forst Sankt Zeno ist eine Gemarkung im Landkreis Berchtesgadener Land und war bis zum 31. Dezember 2010 ein gemeindefreies Gebiet.

## Geographie
Geographisch gehört das Gebiet zum Lattengebirge und liegt damit am nördlichen Rand der Berchtesgadener Alpen.
In dem Gebiet befinden sich die Moosen-Alm, die Dalsenalm, die Lattenbergalm, die Untere Schlegel-Alm, die bereits einmal aufgelassen war, 1978 aber wieder bestoßen wurde, sowie die aufgelassenen Almen Obere Schlegel-Alm und Rötelbach-Alm.
Vom Bad Reichenhaller Ortsteil Karlstein führt die Predigtstuhlbahn auf den 1614 Meter hohen Predigtstuhl, wo sich die Selbstversorgerhütte Teisendorfer Hütte der Alpenvereinssektion Teisendorf sowie das Hotel Predigtstuhl befinden. Die Gemarkungsgrenze verläuft in Gipfelnähe. Bergstation und Hotel, die mit ihren Flurstücken zusammen seit 2015 den neuen Ortsteil Auf dem Predigtstuhl bilden, gehören ebenso wie die Teisendorfer Hütte zur Gemarkung Bad Reichenhall, während der Gipfel in der Gemarkung Forst Sankt Zeno liegt.

## Gemarkung
Die Gemarkung mit einer Fläche von etwa 1488,3 Hektar hat 123 Flurstücke und drei Gemarkungsteile:
- Gemarkungsteil 0 (260,5 ha) auf Gemeindegebiet von Gemeinde Bayerisch Gmain
- Gemarkungsteil 2 (261,3 ha) auf Gemeindegebiet von Bad Reichenhall
- Gemarkungsteil 3 (966,5 ha) auf Gemeindegebiet von Schneizlreuth

Die Gemarkung grenzt im Norden an die Gemarkungen Bad Reichenhall (099950) und Bayerisch Gmain (099952), im Osten an die Gemarkung Bischofswiesener Forst, die Gemarkung Forst Taubensee (099968) grenzt im Osten und Süden an, die im Westen benachbarten Gemarkungen sind Jettenberger Forst (099967) und Jettenberg (099946).

## Gemeindefreies Gebiet
Das gemeindefreie Gebiet wurde zum Jahresende 2010 aufgelöst, hatte ursprünglich einer Fläche von 14,89 km² und zuletzt 12,26 km².
Zwischen 1975 und 1979 erfolgte die Eingliederung des nördlichen Teils mit einer Fläche von 261,63 Hektar nach Bayerisch Gmain. Dadurch wurde eine Arrondierung des bis dahin räumlich zerschnittenen Gemeindegebiets erreicht, und die verbleibende Fläche des gemeindefreien Gebietes verringerte sich von 14,89 auf 12,27 km².
Mit dem 1. Januar 2011 wurde das gemeindefreie Gebiet vollständig aufgelöst und in Teilen der Stadt Bad Reichenhall und der Gemeinde Schneizlreuth zugewiesen. In die Stadt Bad Reichenhall wurden die Flurstücke mit den Nummern 35, 36, 36/2, 36/3, 48, 49, 50, 51, 52, 53, 54, 55, 56, 60, 61, 62, 62/8, 62/9, 63 und 64  mit einer Gesamtfläche von 260,50 Hektar eingegliedert, und in die Gemeinde Schneizlreuth die Flurstücke mit den Nummern 37, 38, 39, 40, 41, 41/2, 42, 43, 46, 47, 47/1, 65, 68, 69, 70, 70/1, 71, 72, 73, 74, 75, 76, 77, 78, 79, 80, 81, 82, 83, 84, 85, 87, 89, 90, 91, 93, 94, 95, 96, 97, 98, 99, 100, 102, 103, 104, 105, 106, 107, 109, 110, 111, 114, 115, 116, 117, 118, 121, 122, 123, 124 und 125 mit einer Gesamtfläche von 966,50 Hektar. Zudem wurde zeitgleich das Flurstück Nr. 24/1 der Gemarkung „Forst St. Zeno“ von der Gemeinde Bayerisch Gmain nach Schneizlreuth umgemeindet.
Kein Teil des früheren gemeindefreien Gebiets Forst Sankt Zeno grenzt an die frühere Gemeinde St. Zeno, wie aufgrund der Namensgleichheit vermutet werden könnte. Die beiden Gebiete sind durch Flächen der Gemarkung Bayerisch Gmain mit einer Breite von mindestens 1200 Metern getrennt.